# Palästinensisches Flüchtlingsproblem

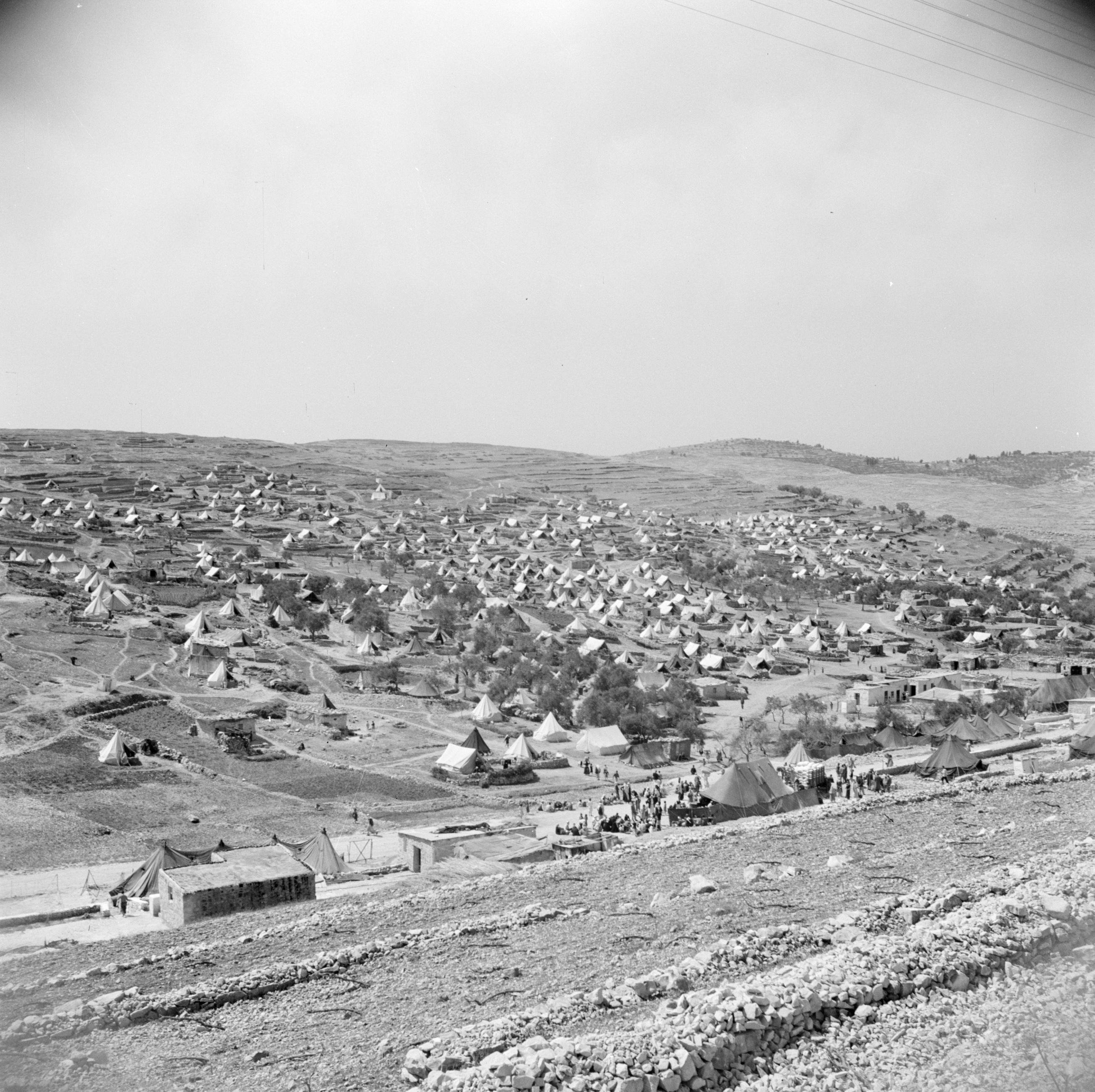
Jalazone Flüchtlingslager im Westjordanland, 1950

Als palästinensisches Flüchtlingsproblem wird die Situation bezeichnet, die durch Flucht und Vertreibung („Nakba“) von rund 710.000 der im Jahr 1947 rund 870.000 Araber aus jenen Teilen Palästinas begann, die später Staatsgebiet Israels wurden. Israel entstand, (1) weil im November 1947 die Mehrheit der UNO-Staaten beschlossen hatte, Palästina im Mai 1948 in einen Staat für Araber und einen für Juden (Israel) zu teilen und (2) durch Israels siegreiches Bestehen im Krieg um seine Unabhängigkeit (Palästinakrieg), den die Armeen seiner Nachbarstaaten und Teile der arabischen Palästinenser führten. 
Viele Flüchtlinge hatten schon im vorangegangenen Bürgerkrieg (Dezember 1947 bis Mai 1948) ihre Heime verlassen, in Sorge sonst Gewalt zu erfahren oder als Vertrieben aufgeben müssen als Folge von Gewalt. Seit Invasion der Nachbararmeen am Tag nach Israels Gründung verschärfte sich die Zwangsmigration (Flucht und Vertreibung), die bis zu den Waffenstillstandsabkommen von 1949 dauerte.
Noch vor Kriegsende empfahl die Resolution 194 der UN-Generalversammlung vom 11. Dezember 1948 den Regierungen der Kriegsparteien, den friedenswilligen Flüchtlingen die Rückkehr in ihre Herkunftsorte so bald wie möglich zu gestatten, die übrigen zu entschädigen, ihre Umsiedlung und Integration zu fördern. Die unterlegenen arabischen Staaten lehnten die Resolution und Friedensverhandlungen damals ab, um den Staat Israel nicht anzuerkennen. Sie leiteten aus der Empfehlung, die auf im Kriegsverlauf geflohene und friedensbereite Palästinenser begrenzt war, ein Rückkehrrecht für sie alle und ihre Nachkommen ab. Diese Forderung und das analoge Rückkehrrecht für Juden nach Eretz Israel wurden zum Hauptstreitpunkt des israelisch-palästinensischen Konflikts.
Das Hilfswerk der Vereinten Nationen für Palästina-Flüchtlinge im Nahen Osten (UNRWA) definiert nicht nur die aus Palästina geflohenen und vertriebenen Araber, sondern auch ihre anderswo geborenen Nachkommen in väterlicher Linie als palästinensische Flüchtlinge. Derzeit zählt es rund fünf Millionen Menschen dazu, darunter auch im und nach dem Sechstagekrieg 1967 geflohene Palästinenser. Rund 1,5 Millionen davon leben in 58 von der UNRWA verwalteten Flüchtlingslagern (Palestine refugee camps) in Jordanien, Syrien, im Libanon, Gazastreifen und Westjordanland. Die übrigen 3,5 Millionen leben in Orten der arabischen Gastländer, oft in der Nähe der Flüchtlingslager. Als Staatenlose besitzen sie dort meist keine staatsbürgerlichen Rechte und werden als Minderheit teilweise systematisch diskriminiert.
Arabische Staaten haben die Flüchtlinge und das für sie geforderte Rückkehrrecht wiederholt als Druckmittel gegen Israel eingesetzt. Israels Regierungen verweisen dagegen auf die Vertreibung von Juden aus arabischen und islamischen Ländern seit 1948, die keine Rückkehrmöglichkeit und Entschädigung erhielten. Israel nahm rund 520.000 dieser rund 850.000 aus arabischen Staaten vertriebenen Juden auf und integrierte sie.

## Entstehung
Der Palästinakrieg von 1948 war unmittelbare Hauptursache des Flüchtlingsproblems, doch ihm ging seinerseits eine seit den ersten Alijjot ab 1881 gewachsene Feindschaft zwischen arabischen und jüdischen Bewohnern der Region voraus. Führende arabische Nationalisten wie der 1920 von den Briten eingesetzte „Großmufti“ von Jerusalem Mohammed Amin al-Husseini bekämpften die Einwanderung von Juden und einen jüdischen Staat in Palästina seit 1917 kompromisslos. Husseinis Anhänger beanspruchten ganz Palästina als unabhängigen, rein arabischen Staat und hatten seit dem Arabischen Aufstand (1936–1939) kompromissbereite Palästinenser ausgeschaltet oder ermordet.
Den UN-Teilungsplan für Palästina vom Dezember 1947, das britische Mandatsgebiet Palästina in einen arabischen und einen jüdischen Staat zu teilen, lehnten die arabischen Staaten und die Anführer der in Palästina lebenden Araber ab. Die Vertreter des Jischuw und der Jewish Agency nahmen den UN-Plan dagegen an, der ihnen nur einen Teil des Landes zugestand, ohne Jerusalem, das religiöse Zentrum des Judentums. Beide Bevölkerungsteile lehnten eine binationale Ein-Staat-Lösung in Palästina mit überwältigenden Mehrheiten ab, die führende Zionisten bis dahin befürwortet hatten. Die britische Besatzungsmacht hatte keine einheitliche Linie für den Übergang zur Selbstverwaltung ihres Mandatsgebiets und verlor bereits vor 1947 vielfach die Kontrolle.
In einer ersten Welle flohen bis März 1948 etwa 75.000 Araber, vor allem die Mittel- und Oberschicht, aus größeren Städten Palästinas mit gemischter Bevölkerung wie Haifa, Jaffa, Jerusalem und Umgebung sowie der Küstenebene. Dies leitete einen Zerfall der arabischen Infrastruktur ein, so dass viele Schulen, Krankenhäuser und Geschäfte ihr Personal verloren und schließen mussten. In dieser Phase verteidigten Verbände der Haganah jüdische Siedlungen gegen Überfälle und Anschläge arabischer Einheiten. Ab April 1948 ging die Haganah zur Offensive gegen diese Einheiten über. Damit begann eine zweite Fluchtwelle von etwa 300.000 Personen bis im Juni 1948. Die Dorfbevölkerung floh aus dem Umland der schon weitgehend von ihren Bewohnern verlassenen arabischen Städten Palästinas. Arabische Meldungen über das Massaker von Deir Yasin (9. April 1948) mit überhöhten Opferzahlen sollten den arabischen Widerstand verstärken, bewirkten aber eine Zunahme der Fluchtwelle. Als sechs arabische Staaten Israel direkt nach dessen Unabhängigkeitserklärung am 14. Mai 1948 den Krieg erklärten und es angriffen, empfahlen manche arabischen Nationalisten Dorfbewohnern die Flucht. Sie versprachen ihnen die baldige Rückkehr, da sie fest mit dem Sieg der arabischen Armeen rechneten. Jüdische Irgun-Verbände begingen im Kriegsverlauf rund 20 weitere kleinere Massaker im Häuserkampf um arabische Dörfer. Einen militärischen oder politischen Befehl, möglichst viele Araber zu vertreiben, erhielten israelische Verbände nicht. Lokale Umstände sorgten dafür, dass Araber einige Orte freiwillig, andere unter Zwang verließen oder blieben.
Insgesamt rund 726.000 (50 Prozent) der damaligen arabischen Palästinenser flohen in Nachbarstaaten Israels. Die andere Hälfte blieb im ehemaligen britischen Mandatsgebiet, davon blieben rund 150.000 in ihren Herkunftsorten. Sie bildeten den Kern der arabischen Israelis, die heute mit rund 1,5 Millionen ein Fünftel aller Israelis stellen. Noch im Krieg forderten die arabischen Staaten und die UNO die Rückkehr der geflohenen oder vertriebenen Palästinenser. Die UN-Resolution 194 begrenzte die Forderung bewusst auf die im Kriegsverlauf Geflohenen, machte ihre Friedensbereitschaft zur Bedingung ihrer Rückkehr und verlangte zugleich die Integration der Palästinenser in die Staaten, in die sie geflohen waren. Israels Regierung wollte das palästinensische Flüchtlingsproblem erst nach Kriegsende im Rahmen von Friedensverhandlungen angehen. Die unterlegenen arabischen Staaten verweigerten diese Verhandlungen. Sie deuteten die UN-Resolution 194 als völkerrechtlichen Anspruch auf ein kollektives Rückkehrrecht für alle geflohenen arabischen Palästinenser und ihre Nachkommen nach Israel.
Die arabische Gesellschaft der Region war von starken inneren Konflikten, strukturellen Schwächen, starker Abneigung gegen den Jischuw und großer Angst vor jüdischer Dominanz geprägt. Umgekehrt fürchteten die dortigen Juden, im Fall einer Kriegsniederlage arabischer Herrschaft ausgeliefert oder mit einer starken und feindlichen arabischen Minderheit in Israel konfrontiert zu sein. Wegen dieser Faktoren beurteilt der israelische Historiker Benny Morris die Flucht und Vertreibung der arabischen Palästinenser im Kriegsverlauf als „fast unvermeidlich“.
Wie eine BBC-Dokumentation der 1960er Jahre von arabischen Radio-Aufnahmen und ab den 1980er Jahren neu zugängliche Archivdokumente belegten, hatten Juden besonders in den gemischten Städten Haifa und Tiberias im April 1948 Araber darum gebeten, das Land nicht zu verlassen. Nach Forschung auf der Basis von Oral History haben auch palästinensische und arabische Politiker die arabische Bevölkerung Palästinas damals zum Bleiben aufgefordert.
Ob das Flüchtlingsproblem eher aus einer freiwilligen Massenflucht oder einer gewaltsamen Vertreibung entstand, war unter Historikern lange Zeit stark umstritten. Genaue und differenzierte Untersuchungen haben monokausale, von Propagandainteressen bestimmte Darstellungen heute korrigiert. Eine im Voraus geplante systematische Vertreibung als „ethnische Säuberung“ gab es nach überwiegender Meinung der Historiker nicht, jedoch ist die Funktion und Zielsetzung des Plan Dalet in diesem Zusammenhang Gegenstand heftiger Debatten. Ein Teil der Menschen verließ demnach ihre Wohnorte freiwillig, manchmal auf Aufforderung arabischer Autoritäten hin und in Erwartung baldiger Rückkehr. Ein weiterer Teil wurde durch mehr oder weniger starken psychologischen Druck zum Gehen genötigt. Aus mehreren Orten wurden die arabischen Bewohner gewaltsam vertrieben. Der israelische Militärhistoriker Meir Pa’il bestätigt, dass jeweils rund ein Drittel floh, zum Gehen aufgefordert oder gewaltsam vertrieben wurde und das erste Drittel vor Kriegsbeginn ab Dezember 1947, die anderen beiden Drittel im Kriegsverlauf zu Flüchtlingen wurden.

## Die arabische Politik
Nur Jordanien gewährte den Flüchtlingen eine neue Staatsbürgerschaft. Die Arabische Liga wies ihre Mitglieder an, palästinensischen Flüchtlingen die Staatsbürgerschaft zu verweigern, um deren „Identität nicht zu verwässern und ihr Recht auf Rückkehr in ihr Heimatland zu schützen“. Faktisch wurden in anderen arabischen Staaten die Palästinaflüchtlinge wie andere Bedoon (staatenlose Araber) systematisch und dauerhaft diskriminiert. Ein massiver Einschnitt war die Vertreibung der Palästinenser aus Kuwait 1991 unmittelbar nach dem Zweiten Golfkrieg. Die Parteinahme des PLO-Führers Jassir Arafat für Saddam Husseins Invasion löste das Geschehen aus. Die etwa 450.000 in Kuwait lebenden Palästinenser wurden binnen zweier Wochen bis auf wenige Tausend aus dem Land vertrieben. Zudem kam die Unterstützung der Golfstaaten für die PLO zum Erliegen.

## Die Politik Israels
Israel war auch eines der Einsatzgebiete der UNRWA, wo diese Personen, die Heim und Einkommensquelle verloren hatten, Unterstützung leistete. Anders als in den arabischen Aufenthaltsländern der Flüchtlinge und Vertriebenen des Palästinakrieges (1947–1949), die nur Araber aufgenommen hatten, waren in Israel unter den Flüchtlingen und Vertriebenen dieses Krieges Araber und Juden. Im Jahre 1949 lebten 60.000 bis 70.000 Juden in Israel, die durch den Palästinakrieg (erst Bürgerkrieg, dann Krieg um Israels Unabhängigkeit) Flüchtlinge oder Vertriebene ohne Einkommen geworden waren. Wer an nunmehr innerhalb Israels gelegenen Heimatorte zurückkehren konnte, zog meist dorthin zurück, und erhielt Unterstützung, wo das eigene Heim Kriegsschaden genommen hatte und kam so wieder wirtschaftlich auf eigene Füße. Doch 27.000 Juden, die ihre Heimat in Orten im Gazastreifen, Jerusalem (Ost) oder im Westjordanland verloren hatten, konnten nicht zurück.
Man zählte 1949 in Israel 48.000 Leistungsempfänger, davon 31.000 Araber, welche die Behörden nicht an ihre in Israel gelegenen Heimatorte zurückkehren ließen. Die übrigen gut 80 %, oder weitere 125.000 Araber in Israel, waren in ihren Wohnplätzen geblieben bzw. bald nach Ende der Kämpfe dorthin zurückkehrt. Nach Feststellung ihrer Personalien erhielten sie alle, Araber an ihren Heimatorten in Israel und arabische Binnenflüchtlinge in Israel die israelische Staatsbürgerschaft, außer sie hatten sich nach 1949 von ausländischen Zufluchtsorten her unerlaubt nach Israel begeben. Die Integration der Palästina-Flüchtlinge verlief in Israel so erfolgreich, dass die UNRWA dort immer weniger Personen helfen musste (Stand Juni 1950 noch 45.800, Stand August 1951 noch 30.000 und Stand Mitte 1952 noch 23.800), worauf die Regierung in Jerusalem ab 1952 die Betreuung der Flüchtlinge in Israel selbst übernahm.
Da zu den Palästinaflüchtlingen außerdem weitere Hunderttausende Europa- sowie Arabien-Flüchtlinge und -Vertriebene hinzukamen (insgesamt 512.345 zwischen 1948 und 1950), pendelte sich das Zahlenverhältnis von beheimateten Einheimischen (745.655) zu  Flüchtlingen (585.345 einschließlich Binnenflüchtlingen) bei 134 : 100 ein. Als Land der Flüchtlinge professionalisierte Israel schnell seine Eingliederung, Rehabilitierung und Hilfe für Flüchtlinge und Vertriebene. Dabei ging es darum, das Flüchtlingsdasein nicht zu verstetigen, sondern Vertriebenen und Flüchtlingen Wege der Teilhabe am gesellschaftlichen Leben zu ermöglichen. Entsprechend übernahm Israel die Betreuung der Palästinaflüchtlinge auf seinem Gebiet in eigene Obhut. In Israel ist Ziel der Aufnahme von Flüchtlingen ihre Eingliederung und nicht, sie in speziellen Unterbringungsorten und nachteiligen Umständen zu binden. Entsprechend werden Nachfahren von Flüchtlingen weder wirtschaftlich noch staatsrechtlich oder politisch als Flüchtlinge gefasst. Nachfahren von Flüchtlingen oder Vertriebenen sind nicht in Lebensverhältnissen gefangen, so dass sie politisch leicht zu instrumentalisieren wären. Flüchtlinge und ihre Nachfahren sind gleichwohl im Nachteil, erfahren teils auch Diskriminierung, vertreten aber als freie, gleichberechtigte Bürger ihre Interessen in frei gebildeten Interessensgruppen, auch Parteien, die regelmäßig politische Teilhabe bieten.

## Die Haltung des Auslandes
In der zweiten Hälfte des Jahres 1948 begann die Weltöffentlichkeit Notiz von der Existenz des Flüchtlingsproblems zu nehmen. Hilfsorganisationen wurden gegründet, um die Flüchtlinge mit Nahrungsmitteln zu versorgen. Der UN-Vermittler Folke Bernadotte machte sich die Rückkehr der Flüchtlinge zur Aufgabe. Er forderte von den Israelis eine Anerkennung des Rückkehrrechtes. Am 17. Juni bat er die Israelis, die Rückkehr von 300.000 Flüchtlingen zu gestatten. Auch der amerikanische Druck nahm zu. Die israelische Antwort auf alle Anfragen war gleich lautend: Das Problem könne nur durch allgemeine und umfassende Friedensverhandlungen mit den arabischen Staaten gelöst werden. Eliahu Sasson betonte, es könne keine Aufnahme der Flüchtlinge geben, solange dies nicht Teil eines Friedensabkommens mit den arabischen Staaten sei; eine Rückerstattung konfiszierten arabischen Eigentums hinge von einer Rückerstattung israelischen Eigentums in arabischen Ländern ab. Die Flüchtlinge wurden von Kohn, einem Berater des israelischen Außenministers als „our most valuable bargaining asset“ angesehen. Am 17. September 1948 wurde Bernadotte, der härteste Gegner der Israelis in der Flüchtlingsfrage von jüdischen Terroristen der Lechi (sogenannte "Stern Bande") in Jerusalem ermordet. Seine Vorschläge zur Lösung des Flüchtlingsproblems bildeten die Basis der Resolution 194 der UN-Generalversammlung, die die Flüchtlingsfrage behandelt.

## Das Scheitern der Friedensverhandlungen
Die Friedensverhandlungen wurden hauptsächlich von den Vereinten Nationen, der Palestine Conciliation Commission, und den USA betrieben. Sie scheiterten sowohl an der Haltung der Israelis als auch an der Haltung der arabischen Staaten. Von den Israelis forderten die Vermittler keine volle Repatriierung der Flüchtlinge, aber eine Anerkennung des Rechts auf Rückkehr und die Erfüllung folgender Forderung: Sie sollten einen Teil der Flüchtlinge (250.000) wieder aufnehmen, der Rest sollte in den arabischen Staaten angesiedelt werden.
In einem anderen Plan, dem Gaza-Plan, sollte Israel von Ägypten den Gazastreifen, möglicherweise gegen israelische, territoriale Zugeständnisse, erhalten und die dortige Bevölkerung einbürgern und die Flüchtlinge des Gazastreifens zu ihren Dörfern zurückkehren lassen. Israel stand dem Plan positiv gegenüber, Ägypten lehnte ihn jedoch am 29. Juli ab: The Egyptian Foreign Ministry contended that the plan could serve only the interests of Israel, which was making use of the refugee question to extend its boundaries.

In den Verhandlungen in Lausanne bewegte sich nichts, die Israelis lehnten die Forderung ab. Sasson beschrieb am 16. Juni 1949 die israelische Haltung: 

„Firstly, the Jews believe that it is possible to achieve peace without paying any price, maximal or minimal. They want to achieve a) Arab surrender of all the areas occupied today by Israel, b) Arab agreement to absorb all the refugees in the neighbouring states, c) Arab agreement to rectification of the present frontiers in the centre, south and Jerusalem area in favour of Israel only.“

Die arabischen Staaten dagegen befanden sich, wie Morris es nennt, in einer „no-lose situation“: Im Falle einer Weigerung Israels, die Flüchtlinge zurückzunehmen, stände Israel als moralischer Verlierer vor der Weltöffentlichkeit da, im anderen Falle trügen die Flüchtlinge zur Destabilisierung des Staates bei. Die arabischen Staaten beharrten auf vollständiger Repatriierung.
Am 3. August machten die Israelis nach langem Zögern das Angebot, 100.000 Flüchtlinge zu repatriieren, was heftigen innenpolitischen Widerstand auslöste. Die Araber lehnten ab. Für Israel schien, wie einige meinten, ein Frieden nicht dringlich: Israel prefers...status quo ... Objectives appear to be (1) Absorption of almost all Arab refugees by Arab states and (2) de facto recognition of armistice lines as boundaries. Die Konferenz von Lausanne endete am 12. September 1949 ergebnislos.

## Camp David und Taba
Im Jahr 2000 bei den palästinensisch-israelischen Verhandlungen um einen finalen Status wurde von den beiden Seiten das Thema erstmals ernsthaft angegangen. Abermals kam es zu keiner erfolgreichen Lösung. Strittig war insbesondere, wer für die Notlage der Flüchtlinge verantwortlich war, wie man Flüchtling definiert (etwa die Nachkommen von Flüchtlingen), die Existenz eines Rückkehrrechts, die Frage von Rückerstattung und Entschädigung, sowie die Frage der Relevanz von den jüdischen Flüchtlingen aus den arabischen Staaten für einen Vertrag zwischen der PLO und Israel.

## Palästinensischer Flüchtlingsstatus im Staat Palästina und im Ausland

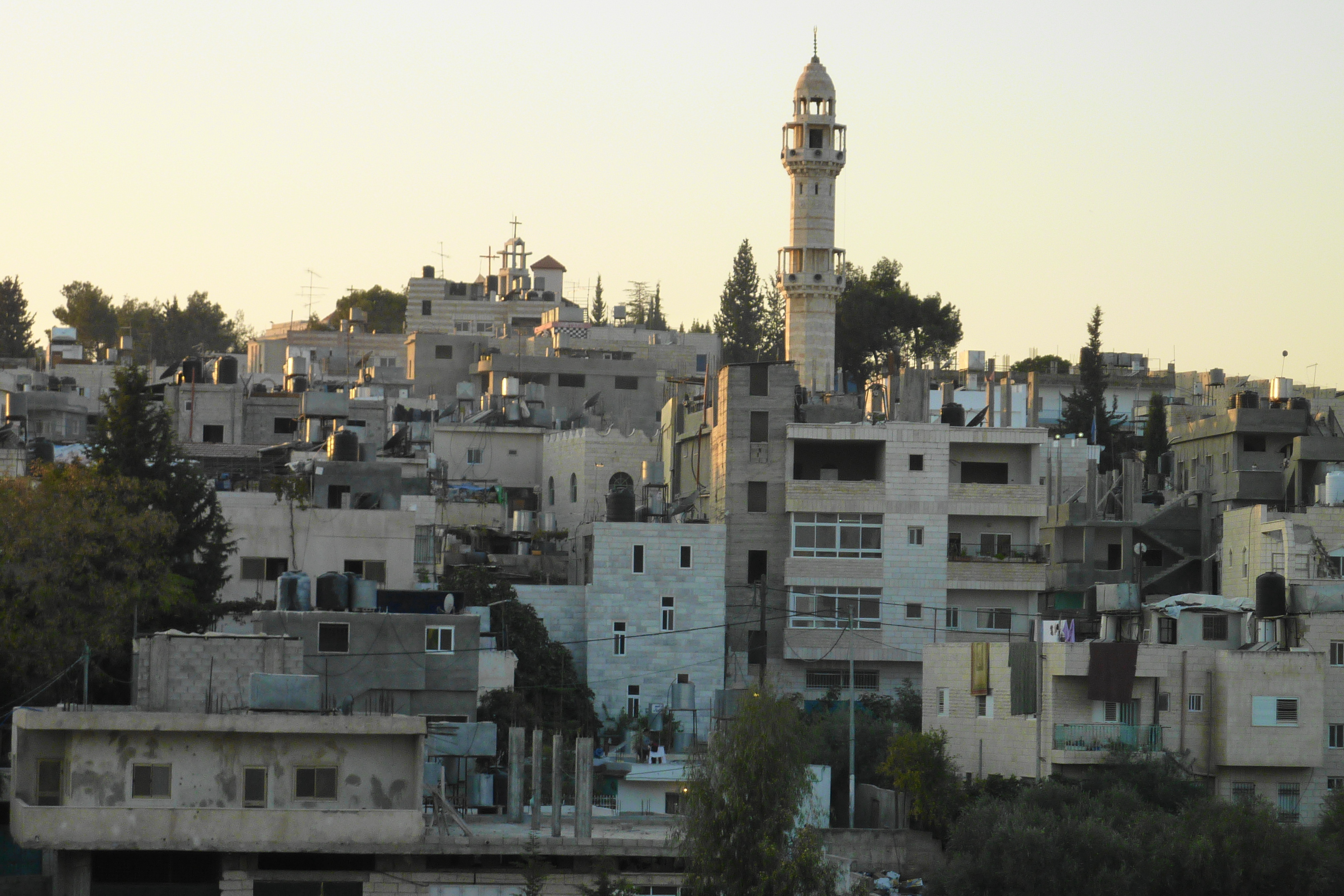
Flüchtlingslager Aida bei Bethlehem im Westjordanland, 2010
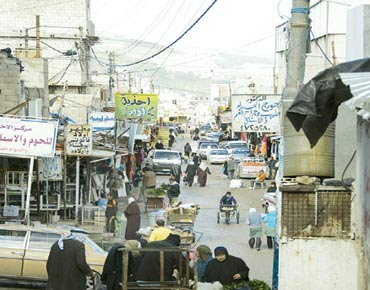
Flüchtlingslager Baka in Jordanien, 2010
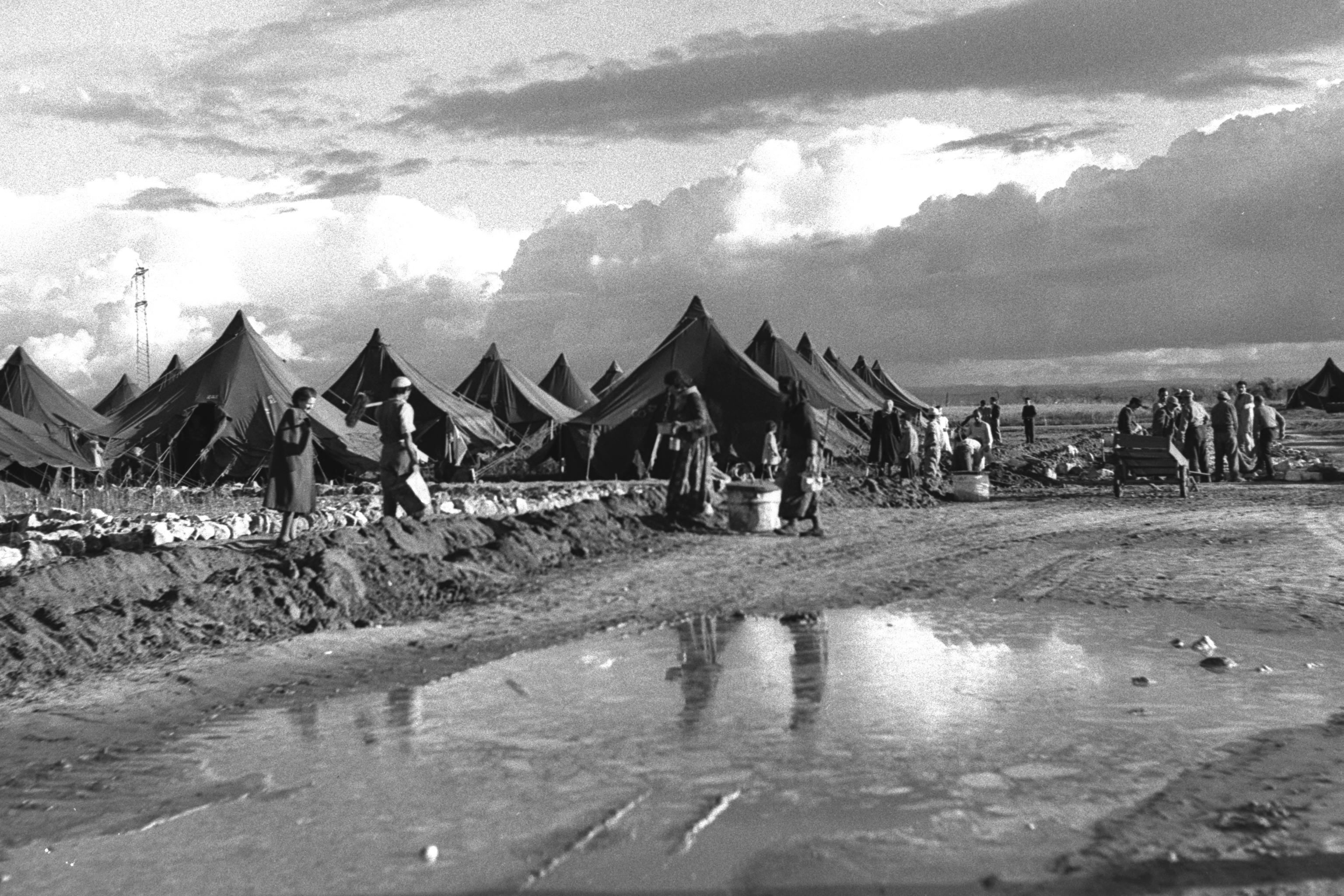
Flüchtlingslager Pardes Hana in Israel, 1950

Die Palästinenser im Gazastreifen und im Westjordanland werden trotz ihrer Zugehörigkeit zu den Palästinensischen Autonomiegebieten bis heute vom UNRWA mehrheitlich als Flüchtlinge geführt und sind zumeist faktisch staatenlos. Im Unterschied zu Flüchtlingen in weniger lang andauernden Konflikten, für deren Status allein die individuelle Erfahrung von Flucht und Vertreibung relevant ist, vererbt sich bei Palästinensern aufgrund der ungelösten Situation der Flüchtlingsstatus und damit auch das Recht auf finanzielle Unterstützung gemäß der geltenden Definition durch die UNRWA. Dies gilt auch für die Palästinenser, die bis heute in den Flüchtlingslagern im Libanon und in Syrien leben. Trotz der schwierigen Lebensbedingungen in den Siedlungen und den durch Israel besetzten Gebieten gibt es vor allem in letzteren ein anhaltendes Bevölkerungswachstum. Die Geburtenrate im Gazastreifen gehört seit Jahren zu den höchsten der Welt. Etwa 40 % aller Bewohner der besetzten Gebiete und Flüchtlingslager sind unter 15 Jahre alt. Aus israelischer Sicht wird dies manchmal als demographische Bedrohung bezeichnet.